# Zespół Barrégo-Lieou
Zespół Barrégo-Lieou (zespół szyjny górny, zespół szyjno-głowowy naczyniowy) – zespół dolegliwości uważanych dawniej za powodowane przez zmiany zwyrodnieniowe w odcinku szyjnym kręgosłupa człowieka, powodujących drażnienie nerwów współczulnych w przydance tętnicy kręgowej biegnącej przez otwory poprzeczne kręgosłupa, co miało wywoływać skurcz tej tętnicy. Takie wyjaśnienie jest obecnie uważane za błędne ze względu na bardzo małą wrażliwość tętnicy kręgowej na elektryczną stymulację nerwu kręgowego, a nawet jej obojętność na dotętnicze wlewy leków naczynioruchowych.
Bywa nazywany migreną szyjną, podobnie jak szyjnopochodny ból głowy

## Objawy
Objawy obejmują:
- bóle kręgosłupa
- oczopląs
- zaburzenia błędnikowe

## Badania obrazowe
W badaniu rtg niewielkie zmiany.